# عبر البحر (فلم)

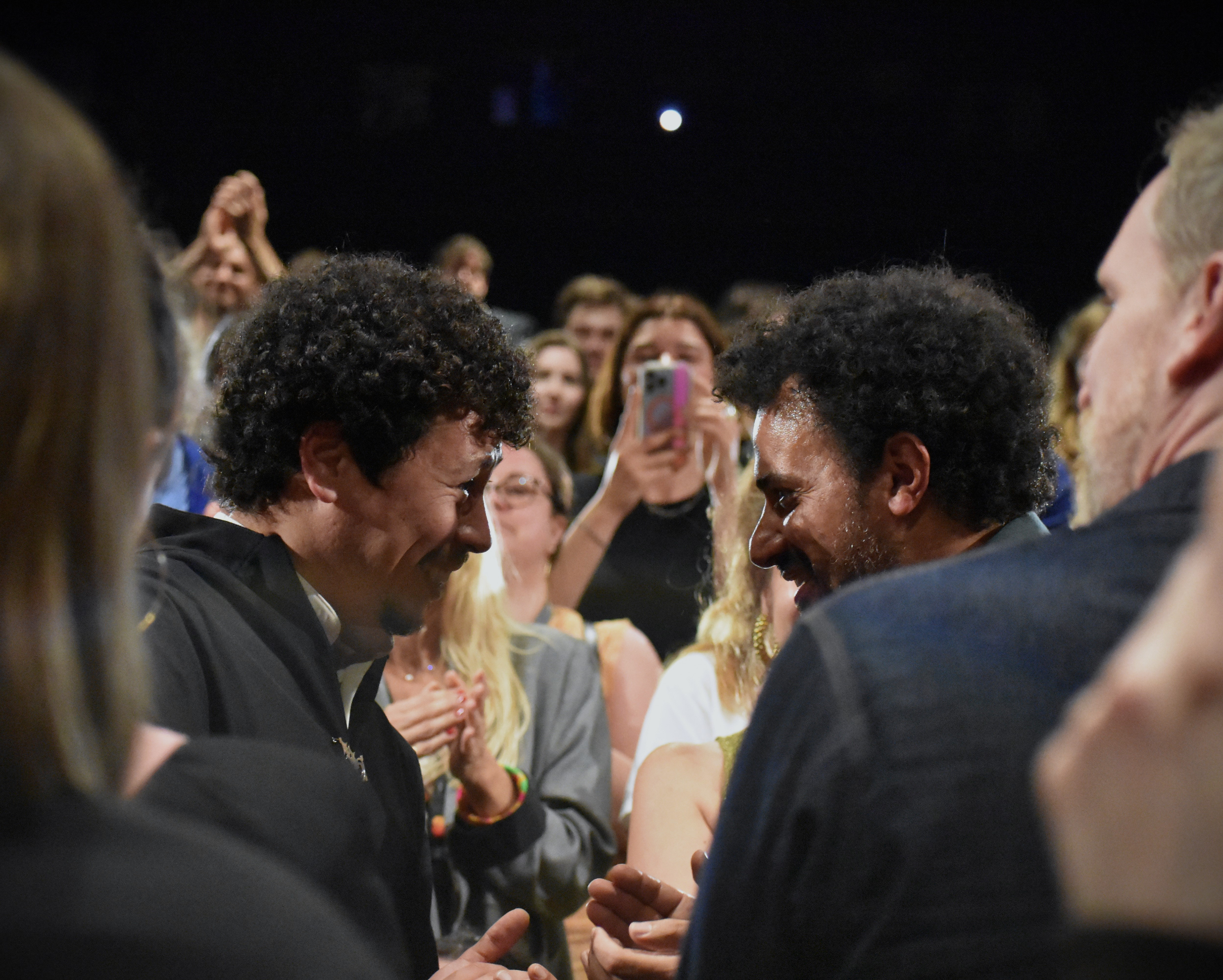
سعيد حميش بن العربي وأيوب جريتاع في العرض الأول لفيلم Across the Sea عام 2024

عبر البحر ( (بالفرنسية: La mer au loin) هو فيلم درامي، من إخراج سعيد حميش بن العربي صدر سنة 2024 

## القصة
تُسرد قصة الفيلم على شكل ثلاثية مع تسمية كل فصل باسم إحدى الشخصيات الثلاث الرئيسية، ويتمحور الفيلم حول مثلث الحب الذي يتطور بين شخصية نور (أيوب جريتاع)، وهو شاب من المغرب هاجر إلى مرسيليا كمهاجر غير شرعي في التسعينيات وسيرج (جريجوار كولين)، ضابط شرطة المثلي الذي يشفق على نور ويساعده للحصول على أوراق الإقامة والعيش بشكل قانوني في فرنسا قبل اعتقاله أو ترحيله، ويضاف إلى هذا الثنائي نويمي (آنا موجلاليس)، زوجة سيرج التي بدأت علاقة غرامية خارج نطاق الزواج مع نور بعد سنوات من تحمل خيانة سيرج لها مع رجال آخرين. 

## الطاقم
يضم طاقم العمل أيضًا عمر بولاكيربا، وريم فوجليا، وسارة هينوكسبيرج، وعلي مهدي مولاي في الأدوار الثانوية.

## الإنتاج
أنتج هذا الفيلم بشراكة بين شركات من فرنسا والمغرب وبلجيكا وقطر. وبحسب بلعربي، فإن الفيلم مستوحى بشكل غير مباشر من تجربته الخاصة في الانتقال إلى فرنسا من موطنه المغرب، حيث يركز على موضوع عثور نور على شعور بالانتماء في نوع عائلي غير تقليدي وغير مألوف فرضته عليه تجربة العيش بعيدا عن وطنه. وشدد بلعربي أيضًا على أهمية موسيقى الراي في الفيلم، مشيرًا إلى أن المهاجرين غالبًا ما يتشاركون تجربة الحفاظ على ارتباط عاطفي عميق بالموسيقى الأصلية لأوطانهم السابقة. 

## التوزيع
عُرض الفيلم لأول مرة في 17 مايو 2024 في برنامج أسبوع النقاد في مهرجان كان السينمائي 2024،   رُشح الفيلم لجائزة كوير بالم.

## الروابط الخارجية
- عبر البحر  في قاعدة بيانات الأفلام على الإنترنت (بالإنجليزية)